# Меґан Романо
Меґан Романо (англ. Megan Romano, 2 лютого 1991) — американська плавчиня.
Чемпіонка світу з водних видів спорту 2013 року.
Чемпіонка світу з плавання на короткій воді 2012 року.
Переможниця літньої Універсіади 2011, 2013 років.